# Mike Scully
Michael C. Scully (n. 2 octombrie 1956, Springfield, Massachusetts, SUA) este un scenarist și producător de televiziune american. Acesta este cunoscut pentru contribuțille sale ca producător executiv și showrunner⁠(d) la serialul de televiziune Familia Simpson din 1997 până în 2001. Scully a crescut în West Springfield, Massachusetts⁠(d) și a dezvoltat în tinerețe o pasiune pentru scris, însă a avut rezultate școlare slabe⁠(d) și a renunțat la studiile universitare. A avut numeroase slujbe, dar în cele din urmă s-a mutat în Los Angeles în 1982, unde a susținut spectacole de comedie stand-up și a scris materiale pentru Yakov Smirnoff⁠(d).
Scully a continuat să scrie pentru mai multe sitcomuri înainte să ajungă în echipa Familiei Simpson în 1993. A scris douăsprezece episoade pentru serial, inclusiv „Lisa on Ice⁠(d)” și „Team Homer⁠(d)”, și a avut funcția de showrunner din sezoanul 9 până în sezonul 12. Scully a câștigat șase premii Primetime Emmy⁠(d) pentru contribuțiile sale; în timp ce numeroase publicații i-au lăudat episoadele, altele au publicat recenzii negative, deoarece în timpul mandatului său, calitatea serialului a intrat în declin. Acesta încă lucrează pentru serial și a fost atât coproducător, cât și coscenarist al filmului Familia Simpson din 2007.
Recent, Scully a contribuit la sitcomurile The Pitts⁠(d), Complete Savages⁠(d),  Everybody Loves Raymond și Parks and Recreation⁠(d). Acesta a dezvoltat serialul animat Napoleon Dynamite⁠(d) (inspirat de lungmetrajul Napoleon Dynamite) și a creat Duncanville⁠(d) împreună cu Julie Thacker⁠(d), soția sa, și actrița Amy Poehler.

## Biografie
Scully s-a născut pe 2 octombrie 1956 la Spitalul Springfield⁠(d) din Springfield, Massachusetts și a crescut în secțiunea Merrick din West Springfield⁠(d). Tatăl său, Richard, era vânzător și proprietar al unei curățătorii chimice, iar mama sa Geraldine (d. 1985) a lucrat pentru spitalul local. Scully este de origine irlandeză.
În copilărie, acesta „spera să devină muzician sau jucător de hochei”. Încurajat de profesorul său James Doyle, Scully a dezvoltat o pasiune pentru scris și a ajuns redactor al ziarului școlii primare Main Street. A absolvit Liceul West Springfield⁠(d) în 1974, fiind votat de colegii săi de clasă drept „elevul care probabil nu-și va atinge potențialul”, și a abandonat Holyoke Community College⁠(d) după o singură zi. Neștiind ce să facă mai departe, a început să lucreze în departamentul de îmbrăcăminte al magazinului universal Steiger's⁠(d), ca portar⁠(d) la Spitalul Springfield și ca instructor auto. Conform acestuia, „dacă aș fi reușit într-adevăr la facultate și aș fi obținut o diplomă în contabilitate sau în altceva, probabil aș fi renunțat repede la scris. Lipsa competențelor căutate pe piața muncii m-a motivat să încerc să devin scriitor”. În cele din urmă, a decis că-și „dorește să între în lumea comediei” și s-a mutat în Los Angeles, California în 1982. 

## Cariera
În California, Scully a lucrat într-un magazin de smoking⁠(d). În același timp,  a scris glume pentru comicul Yakov Smirnoff⁠(d) și a început să participe la spectacolele de stand-up comedy pentru amatori. De asemenea, scria scenarii speculative⁠(d) pentru a-și exersa abilitățile de scriere, însă o mare parte din acestea i-au fost respinse. A început să contribuie la „unele dintre cele mai proaste sitcomuri din istorie” în Hollywood. A făcut parte din echipa de scenariști ai serialelor The Royal Family⁠(d), Out of This World⁠(d), Top of the Heap⁠(d) și What a Country!⁠(d).

### Familia Simpson
În 1993, după ce a citit o parte din scenariile sale speculative, David Mirkin⁠(d) l-a angajat pe Scully să scrie pentru Familia Simpson după plecarea lui Conan O'Brien. A început ca scriitor și producător pentru serial în timpul celui de-al cincilea sezon și a scris episoadele „Lisa's Rival⁠(d)”, „Two Dozen and One Greyhounds⁠(d)” și „Lisa on Ice”, cel din urmă fiind difuzat în sezonul șase. „Lisa's Rival” a fost primul său episod; el a scris scenariul, însă conceptul original era conceput de O'Brien. În mod similar, a scris scenariul pentru „Two Dozen and One Greyhounds”, dar intriga episodului a fost formulată de Al Jean și Mike Reiss. „Lisa on Ice” a fost inspirat de pasiunea lui pentru hocheiul pe gheață și de întâmplările din copilăria sa, iar „Marge Be Not Proud⁠(d)” s-a bazat pe „unul dinte cele mai traumatizante momente” din viața sa. Într-un interviu pentru Variety, Scully a declarat în glumă că „este grozav să fii plătit pentru a retrăi ororile vieții tale”. De asemenea, a scris „Team Homer” și „Lisa's Date with Density⁠(d)”. Conform acestuia, „am scris o mulțime de episoade pentru Lisa. Am cinci fiice, așa că îmi place foarte mult Lisa. Și îmi place și Homer. Homer îmi vine foarte natural: nu știu dacă e un lucru bun sau rău. O mare parte din episoadele mele preferate sunt cele în care Homer și Lisa intră în conflict unul cu celălalt... Sunt foarte umani, cred că asta îi face captivanți.”
Scully a devenit showrunner în 1997, în timpul celui de-al nouălea sezon. În calitate de showrunner și producător executiv, Scully a declarat că scopul său a fost „să nu distrugă serialul”. De asemenea, a condus echipa de scenariști și a supravegheat întreagul proces de producție al serialului. În această perioadă, a contribuit la cinci episoade: „Treehouse of Horror VIII⁠(d)” („Segmentul The HΩmega Man”), „Sunday, Cruddy Sunday⁠(d)”, „Beyond Blunderdome⁠(d)“, „Behind the Laughter⁠(d)”  și „The Parent Rap⁠(d)”. Scully a fost popular în rândul membrilor personalului, acesta fiind lăudat pentru abilitățile sale de organizare și management. Scriitorul Tom Martin⁠(d) a declarat că a fost „probabil cel mai bun șef pentru care am lucrat vreodată”, în timp ce Don Payne⁠(d) a spus că pentru Scully „era foarte important să respectăm programul”. A rămas în funcția de showrunner până în 2001, în timpul sezonului 12, devenind prima persoană care a condus serialul pentru mai mult de două sezoane. A revenit în sezonul 14 pentru a scrie episodul „How I Spent My Strummer Vacation⁠(d)”  și a contribui la filmul Familia Simpson.
Mandatul lui Scully a fost puternic criticat de unii fani ai serialului. John Ortved a menționat că „episoadele lui Scully sunt excepționale în comparație cu ce ne oferă Familia Simpson astăzi, însă el a fost cârmaciul când nava a lovit aisbergul”. BBC a remarcat că „epoca de aur a Familiei Simpson s-a încheiat după sezonul nouă”, iar conform unnui articol de opinie scris de Chris Suellentrop pentru revista Slate⁠(d), Familia Simpson a devenit un desen animat tipic sub conducerea lui Scully lipsit de emoție. Potrivit lui Jon Bonné de la MSNBC⁠(d), Scully este vinovat de transformarea serialului într-o proiect centrat pe glume și Homer, iar mulți fani au deplâns metamorfozarea lui Homer dintr-un personaj simpatic și sincer într-unul plictisitor și lipsit de inteligență, aceștia caracterizându-l drept „Jerkass Homer”.
O parte din operele lui Scully au primit însă recenzii pozitive. Acesta a câștigat șase premii Primetime Emmy pentru contribuțiile sale la serial, iar  Entertainment Weekly a numit episodul „How I Spent My Strummer Vacation” drept al 22-lea cel mai bun episod al Familiei Simpson. Robert Canning de la IGN a scris o recenzie pozitivă pentru episoadele „How I Spent My Strummer Vacation”, „Behind the Laughter” și „Trilogy of Error⁠(d)”. Canning susține că deși „Familia Simpson a ajuns la apogeu în anii 1990, asta nu înseamnă că ultimii opt ani au fost lipsiți de episoade de calitate”.  Scenaristul Tom Martin a declarat în cartea lui Ortved că nu înțelege criticile aduse lui Scully, deoarece acesta a coordonat cu succes serialul. Conform lui Ortved, Sully nu poate fi considerat singurul vinovat pentru declinul serialului. Întrebat în 2007 despre sursa longevității serialului, Scully a răspuns în glumă că „îți reduci standardului de calitate. Odată ce ai făcut asta, poți continua pentru totdeauna.”

## Viața personală
Este căsătorit cu scriitoarea Julie Thacker; cei doi au cinci fiice. Fratele său mai mare - Brian Scully⁠(d) - este un scriitor de comedie, iar fratele său mai mic, Neil, este un scriitor hochei pe gheață. Mama sa a murit în 1985. Scully a primit un doctorat onorific în arte plastice de la Westfield State University⁠(d) în 2008. A participat la proteste în timpul grevei organizate de Sindicatul Scenariștilor Americani în 2007-2008⁠(d).
Scully a primit un premiu pentru întreaga carieră de la WGA West în 2010.

## Filmografie
- What a Country! (1986–1987) – scriitor
- Out of This World (1987–1991) – producător supervizor, scriitor
  - „Baby Talk”
  - „Mosquito Man: The Motion Picture”
  - „Blast from the Past”
  - „Old Flame”
  - „Evie's Two Dads”
  - „Evie Goes to Hollywood”
  - „Whose House Is It, Anyway?”
  - „Evie's Driver's License”
  - „The Rocks That Couldn't Roll”
  - „My Mother the Con”
  - „Goodbye, Mr. Chris”
  - „New Kid on the Block”
  - „Come Fly with Evie”
  - „Would You Buy a Used Car from This Dude?”
  - „Mayor Evie”

- Grand⁠(d)– scriitor
  - „Lady Luck”

- Top of the Heap (1991) – scriitor
  - „The Agony and the Agony”
  - „The Marrying Guy”

- The Royal Family (1992) – scriitor
  - „Cocoa in Charge”

- Familia Simpson (1993–2021) – scriitor, producător, producător executiv, producător consultant, showrunner
  - „Lisa's Rival" (1994)
  - „Lisa on Ice" (1994)
  - „Two Dozen and One Greyhounds" (1995)
  - „Marge Be Not Proud" (1995)
  - „Team Homer" (1996)
  - „Lisa's Date with Density" (1996)
  - „Treehouse of Horror VIII" („The HΩmega Man”) (1997)
  - „Sunday, Cruddy Sunday" (cu Tom Martin, George Meyer și Brian Scully) (1999)
  - „Beyond Blunderdome" (1999)
  - „Behind the Laughter" (cu Tim Long, George Meyer și Matt Selman) (2000)
  - „The Parent Rap" (cu George Meyer) (2001)
  - „How I Spent My Strummer Vacation" (2002)

- The Preston Episodes (1995) – scriitor
  - „The Halloween Episode” cu Julie Thacker)
- Schimmel (2000) – creator, producător
- The Pitts (2003) – creator, producător executiv, scriitor

- Everybody Loves Raymond (2003–2004) – coproducător executiv, scriitor
  - „Fun with Debra”
  - „Party Dress”
  - „Blabbermouths”
  - „Angry Sex”
- Complete Savages (2004–2005) – creator, producător executiv, scriitor
  - „Pilot”
  - „Free Lily”
  - „Thanksgiving with the Savages”
  - „Saving Old Lady Riley”

- The Simpsons Movie (2007) – producător și scriitor
- Parks and Recreation (2009–2012) – producător consultant șiscriitor
  - „Ron and Tammy” (2009)
  - „The Possum” (2010)
  - „The Comeback Kid” (2012)
- Napoleon Dynamite (2012) – codezvoltator, producător, scriitor
  - „FFA”
- The New Normal (2012–2013) – coproducător executiv, scriitor
  - „The Godparent Trap”
  - „Dog Children”

- 70th Golden Globe Awards (2013)
- Dads (2013-2014) – coproducător executiv
- Weird Loners (2015) – coproducător executiv
- The Carmichael Show (2015–2017) – coproducător executiv
  - „Gender”
  - „Fallen Heroes”
  - „Man's World”
  - „Support The Troops”
- Rel (2018–19) – coproducător executiv, scriitor
  - „Kids Visit First”

- Duncanville (2020–2022) – creator, scriitor
  - „Pilot"
  - „Jack's Pipe Dream" – scenariu de televiziune
  - „Free Range Children" – scenariu de televiziune
  - „Wolf Mother" – scenariu de televiziune
  - „Das Banana Boot" – povestea
  - „Duncan's New Word"
  - „Who's Vrooming Who?" – povestea
  - „Born to Run (A Small Business)" - scrierea